# يوزيف بيك
يوزيف بيك (بالمجرية: Beck József)‏ هو رياضياتي مجري، ولد في 14 فبراير 1952 في بودابست في المجر.